# Siganus randalli
Siganus randalli är en fiskart som beskrevs av Woodland, 1990. Siganus randalli ingår i släktet Siganus och familjen Siganidae. Inga underarter finns listade i Catalogue of Life.